# 中国驻阿德莱德总领事列表
本列表为中国驻澳大利亚阿德莱德总领事馆历任总领事名录。

## 历任中国驻阿德莱德总领事

### 中华人民共和国驻阿德莱德总领事（2015年至今）
2015年1月30日，中澳两国达成协议，中国设立驻阿德莱德总领事馆。2016年1月18日，驻阿德莱德总领事馆正式开馆。
| 姓名   | 任命 | 到任           | 递交任命书 | 免职 | 离任       | 领事职务 | 备注 | 备注 |
| ------ | ---- | -------------- | ---------- | ---- | ---------- | -------- | ---- | ---- |
| 饶宏伟 |      | 2015年9月      |            |      | 2016年12月 | 总领事   |      |      |
| 蔡思平 |      | 2017年7月27日  |            |      | 2018年4月  | 总领事   |      |      |
| 何岚菁 |      | 2018年11月29日 |            |      | 2023年9月  | 总领事   |      |      |
| 李东   |      | 2023年9月26日  |            | 现任 |            | 总领事   |      |      |